# Samsung Galaxy Gio
O Samsung Galaxy Gio (GT-S5660) é um smartphone fabricado pela Samsung que utiliza o sistema operativo Android.
Foi anunciado no Mobile World Congress 2011 como um dos quatro smartphones Samsung de gama baixa, juntamente com o Galaxy Ace, o Galaxy Fit e o Galaxy Mini.
O telemóvel Galaxy Gio fez a sua estreia no Canadá em agosto de 2011. Inicialmente disponível para a Bell Canada, o Gio ficou rapidamente disponível na Virgin Mobile Canada e na Solo Mobile. Em dezembro de 2011, o Galaxy Gio também estava disponível nos Estados Unidos como Samsung Repp na U.S. Cellular.

## Características
O Galaxy Gio tem um 3,2 polegadas (8,1 cm) Tela sensível ao toque capacitiva HVGA multitoque, câmera de 3,2 megapixels com foco automático e 800 MHz Qualcomm MSM7227 e MSM7627 (Us Cellular) Turbo (ARMv6), 278 MB RAM, 158 Mb de armazenamento interno, 3G HSPA+, um rádio FM com suporte RDS, GPS, Wi-Fi 802.11 b/g/n e uma bateria de 1350 mAh. Além da memória interna do telefone, o aparelho conta com slot para cartão MicroSD e vem com 2 Cartão MicroSD Gb (como novo). Com esse telefone, o cartão MicroSD incluído é o principal local para armazenamento de aplicativos e dados gerados pelo usuário, como fotos e multimídia.

### Programas
O Galaxy Gio veio originalmente com Android 2.2 "Froyo", com interface de usuário TouchWiz da Samsung.
No início de agosto de 2011, a Samsung lançou oficialmente a atualização 2.3 "Gingerbread" via Kies . Em setembro de 2011, a Samsung lançou uma atualização na Holanda marcada como "PDA:KPS PHONE:KPA CSC:KP1 (XEN)".
Os usuários também podem atualizar para o Android 2.3.6 "Gingerbread" via Samsung Kies, e Desde O primeiro parâmetro é necessário, mas foi fornecido incorretamente! de  2012 , Android 2.3.4 e 2.3.6 vieram pré-instalados em muitos Gio s vendidos em todo o mundo.
As mudanças associadas à atualização 2.3.6 incluem uma nova tela de bloqueio, um novo ícone de telefone, o efeito de rolagem com brilho azul e algumas outras mudanças cosméticas relacionadas à interface do sistema.
A Samsung não disponibilizou o Android 4.1 para o Gio devido ao seu hardware menos potente, embora os usuários possam atualizar via Root e ClockworkMod Recovery . O MaclawStudio também disponibilizou uma porta estável e sem bugs do AOSP -ROM – tanto o 4.0.x Ice Cream Sandwich quanto o 4.1 Jelly Bean.
Como o navegador nativo do Android está desatualizado, sites modernos podem ser visitados com o Firefox para Android da Mozilla. Como o telefone Galaxy Gio contém um processador central baseado na arquitetura ARMv6, a versão mais recente do Firefox para dispositivos ARMv6 é 31.3.0esr, lançada em 17 de outubro de 2015. Desde então, a Mozilla interrompeu o desenvolvimento dessa arquitetura de CPU. O método principal para reduzir o uso de recursos do Firefox é instalar o complemento NoScript Anywhere .